# NGC 4522
NGC 4522 (również PGC 41729 lub UGC 7711) – galaktyka spiralna z poprzeczką (SBc), znajdująca się w gwiazdozbiorze Panny w odległości około 60 milionów lat świetlnych. Została odkryta 18 stycznia 1828 roku przez Johna Herschela. Galaktyka ta należy do Gromady w Pannie.
Galaktyka NGC 4522 jest pozbawiana gazu. Dzieje się tak, ponieważ należąc do gromady w Pannie porusza się ona w jej obrębie z ogromną prędkością, jednocześnie zostawiając za sobą gaz. Prędkość, którą osiąga galaktyka to ponad 10 milionów km/h. W gazie oddartym z galaktyki w wyniku oddziaływania ciśnienia spiętrzenia można dostrzec nowe gromady gwiazd. Ich obecność jest kolejnym dowodem na to, że gaz jest wyrywany z NGC 4522.